# Liechtenstein en los Juegos Olímpicos de Londres 2012
Liechtenstein estuvo representado en los Juegos Olímpicos de Londres 2012 por tres deportistas, un hombre y dos mujeres, que compitieron en tres deportes.
La portadora de la bandera en la ceremonia de apertura fue la jugadora de tenis Stephanie Vogt. El equipo olímpico liechtensteiniano no obtuvo ninguna medalla en estos Juegos.